# Караваева (приток Мелика)
Караваева — река в России, протекает по Балашовскому и Аркадакскому районам Саратовской области. Длина реки составляет 11 км. Площадь водосборного бассейна — 47,9 км².
Начинается к северу от посёлка Соцземледельского, течёт в западном направлении до села Львовка, затем поворачивает на юг. Устье реки находится в 36 км по правому берегу реки Мелик на территории села Безлесное.

## Данные водного реестра
По данным государственного водного реестра России относится к Донскому бассейновому округу, водохозяйственный участок реки — Хопёр от истока до впадения реки Ворона, речной подбассейн реки — Хопер. Речной бассейн реки — Дон (российская часть бассейна).
Код объекта в государственном водном реестре — 05010200112107000005940.